# Habilitation
Habilitation, från latinets habilitare, är en typ av högskoleexamen där man prövar om en person har tillräckliga kunskaper (facultas docendi). En förutsättning för en habilitation är en avslutad promotion (doktorsexamen). En habilitation ska pröva om en vetenskapsman kan företräda sitt ämne fullt ut inom forskning och lärande. Det är ett sätt för personer att visa sina kunskaper de skaffat utanför den akademiska världen.
Habilitation används bland annat i Tyskland (där titeln brukar anges som Dr. habil.) och Frankrike. Habilitationen i dessa länder fyller i princip samma funktion som att antas som docent i Sverige, men sker under andra former.